# Lowndesboro
Lowndesboro – miasto w Stanach Zjednoczonych, w stanie Alabama, w hrabstwie Lowndes. W roku 2023 miasto zamieszkiwało 78 osób, a gęstość zaludnienia wynosiła 37,1 osoby/km².